# Stjepan Sulimanec
Stjepan Sulimanec Štefina (Turnašica, Pitomača, 27. srpnja 1915. – Turnašica, Pitomača, 19. svibnja 1994.), bio je hrvatski političar i pisac.

## Životopis
Stjepan Sulimanec rođen je u Turnašici 1915. godine. Odrastao je u siromašnoj seljačkoj obitelji. U kraljevskoj Jugoslaviji aktivirao se je u politici, kao član Hrvatske seljačke stranke. Osuđen je 1945. godine, iz političkih razloga, na dugogodišnju kaznu zatvora, zajedno s još nekolicinom seljaka i robijao je u Lepoglavi. Kaznu nije, ipak, morao izdržati u cijelosti, nego je pušten 1951. godine. Zbog knjige Temelji ljudske pravde, koju je 1971. godine tiskao u vlastitoj nakladi u Beču, osuđen je na dvije godine strogog zatvora, koje je proveo u Staroj Gradiški. Bio je suutemeljitelj Hrvatske demokratske zajednice i njezin utemeljitelj u Podravini, a na prvim demokratskim izborima 1990. godine izabran je za zastupnika u Hrvatski sabor, kao predstavnik Općine Đurđevac. Dana 30. svibnja 1990. godine otvorio je konstituirajuću sjednicu višestranačkog hrvatskog državnog sabora. Obnašao je dužnost potpredsjednika Sabora. Za njega se kao za malo kojeg političara može iskreno reći da je bio - čovjek iz naroda. I kad je sjedio u Saboru, slava mu nikada nije udarila u glavu, ostao je skroman kakav je i bio. Znao je privući ljude svojim vatrenim govorima, a svaka njegova druga riječ bila je – "slobodna Hrvatska". U vrijeme Domovinskoga rata znao je često otići i na prve crte obrane. 
Bavio se je i književnim radom. Njegovo prvo istaknutije djelo bio je igrokaz Uskrs slobode i ljubavi. Svoje pjesme i literarne radove objavljivao je u Hrvatskoj straži, Hrvatskom zadrugaru, Žumberačkim novinama, Maruliću, Danici i drugdje. Godine 1991. objavio je knjigu Naše pravice, dok je 1999. godine izišla knjiga Suzane Leček i Stipe Botice Za slobodu i pravicu, posvećena njegovu životu i djelu. 
Umro je u Turnašici 19. svibnja 1994. godine. Pokopan je na mjesnom groblju u Turnašici.
Posmrtno je, 1995. godine, odlikovan Veleredom kralja Dmitra Zvonimira s lentom i Danicom.  